# 7856 Viktorbykov
7856 Viktorbykov eller 1975 VB1 är en asteroid i huvudbältet som upptäcktes den 1 november 1975 av den ryska astronomen Tamara Smirnova vid Krims astrofysiska observatorium på Krim. Den har fått sitt namn efter Viktor L. Bykov.
Asteroiden har en diameter på ungefär 11 kilometer och den tillhör asteroidgruppen Hygiea.